# 肥溜め
肥溜め（こえだめ、Manure lagoon）は、伝統的な農業設備の一種。農家その他で出た屎尿を貯蔵し、下肥（しもごえ）という堆肥にするための穴または、大きめの水瓶。穴の方の外見は井戸に似ている。水瓶の方は、素焼きの瓶が多く、口径1 - 1.5メートル程度のものを土中に埋め使用する。一般的には、薄める為の水を入れる水瓶と一緒に設置されることが多い。野壺（のつぼ）とも。
肥溜めは、英語のスラングでは「ハニー・バケット: Honey bucket」、「シットホール: Shithole」と呼ばれることがある。

## 使用方法
かつては肥溜めで作った堆肥が主要な肥料の一つとなっていた。農家自身の屎尿を使うだけでなく、江戸時代には農家が都市部の長屋などから屎尿を購入することも行われ、江戸時代の都市ではこれが主要な屎尿処理手段となっていた。
その運搬には、肥桶（）をさげた天秤棒を用いた。
発酵熱により高温（70度程度まで上昇する）・低酸素状態となり寄生虫などを死滅させる、発酵プロセスにより分解されていない高分子物やヒト由来のさまざまな酵素類を分解する、などのプロセスを経る。一方で不十分な発酵や高温に耐えられる寄生虫卵があった場合、寄生虫病の原因となることもあった。多く糞尿から感染した赤痢などは、高温発酵中にほぼ死滅する。発酵を行わない屎尿をそのまま堆肥とすると、窒素飢餓による根腐れなどの問題を引き起こす。このため、屎尿は肥溜めなどで十分に発酵することや、使用時に水で薄めることが必要とされた。

## 減少
その後安価で効率的な化学肥料が普及したことにより、人間の屎尿を使った堆肥はあまり使われなくなった。また屎尿処理も下水道やバキュームカーを通じて下水処理場・屎尿処理場が行うようになっている。

## ギャラリー

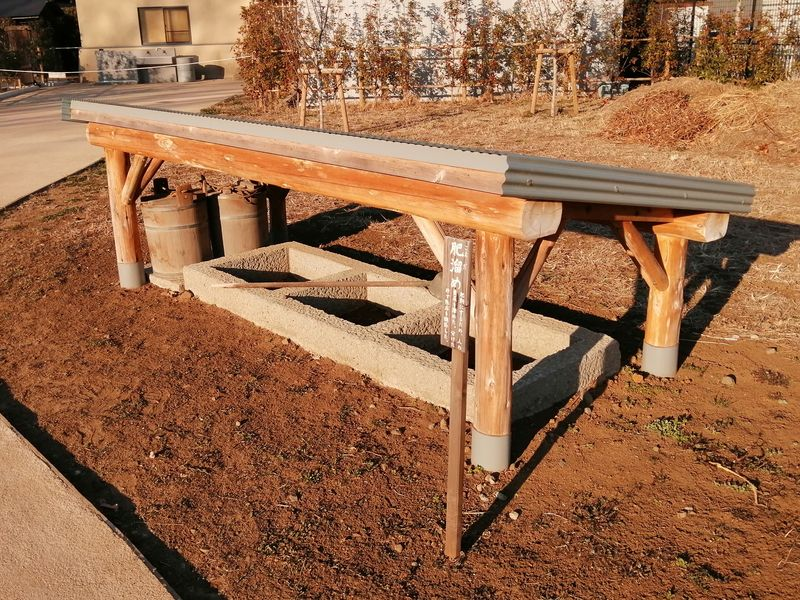
東京都世田谷区喜多見にある次大夫堀公園にて展示用に再現された肥溜め（肥料は入っていない）
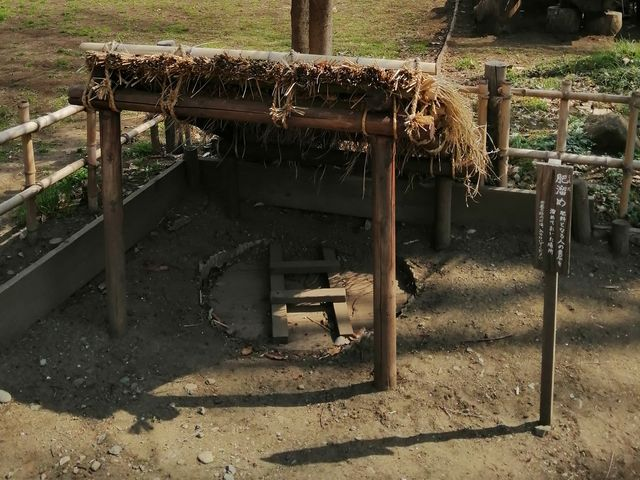
次大夫堀公園の肥溜め その2